# حمله بر میتصوا
حمله بر میتصوا یک حمله در امنیت لایه انتقال (SSL/TLS) است که از استفاده از رمزنگاری آر سی ۴ با کلیدهای ضعیف استفاده می‌کند. با اینکه این حمله فقط می‌تواند می‌تواند حول و حوش ۱۰۰ بایت اول انتقال را رمزگشایی کند، این به اندازه‌ای مخرب هست که بتوان از آن در موارد بعدی استفاده کرد (با استخراج رمز از بایت‌های اولیه).
این حمله بر این اساس بر میتصوا نامیده شده است چرا که بر میتصوا در سیزده‌سالگی شخص جشن گرفته می‌شود و این حمله از ضعفی امنیتی استفاده می‌کند که سیزده سال قدمت دارد.